# Jefatura de Policía de Tucumán
La Jefatura de Policía de la Provincia de Tucumán (Argentina), localizada en Avenida Sarmiento 800, San Miguel de Tucumán (capital de la provincia homónima Tucumán), albergó un centro clandestino de detención que estuvo activo entre 1974 y 1978, en el marco del terrorismo de Estado ejercido en el país antes y durante la dictadura autodenominada «Proceso de Reorganización Nacional» (conducida por la Junta Militar). Formaba parte de un circuito represivo compuesto por otros centros de detención instalados en la provincia.
Dependía de la gobernación de la provincia, a través de la policía provincial y estaba bajo la responsabilidad de la Subzona 32, cuya conducción estaba en la V Brigada de Infantería de Monte del III Cuerpo del Ejército Argentino con asiento en Tucumán.
En 2010 fue señalizado como sitio de memoria en cumplimiento de la ley n.º 26 691. El 13 de diciembre de 2013 el Tribunal Oral en lo Criminal Federal de Tucumán condenó a 37 militares y policías por delitos de lesa humanidad cometidos en los centros de detención de la Jefatura de Policía y del Arsenal «Miguel de Azcuénaga».